# Pseudomonas aeruginosa
Pseudomonas aeruginosa es una especie de bacterias Gram-negativas, aeróbicas, con motilidad unipolar. Es un patógeno oportunista en humanos y también en plantas.
Como otras Pseudomonas, P. aeruginosa secreta una variedad de pigmentos como piocianina (azul verdoso), fluoresceína (amarillo verdoso fluorescente) y piorrubina (rojo pardo). King, Ward, & Raney desarrollaron Pseudomonas Agar P (también conocido como "medio King A") para mejorar la producción de piocianina y piorrubina; y Pseudomonas Agar F (también conocido como "medio King B") para la fluoresceína.
P. aeruginosa es a menudo identificada, de modo preliminar, por su apariencia perlada y olor a uvas in vitro. La identificación clínica definitiva de P. aeruginosa frecuentemente incluye, tanto identificar la producción de piocianina y fluoresceína como determinar su habilidad de crecer a 42 °C. P. aeruginosa es capaz de crecer en combustibles como queroseno o gasóleo, ya que es un microorganismo capaz de nutrirse a partir de hidrocarburos, causando estragos de corrosión microbiana, y creando una gelatina oscura que a veces se identifica inadecuadamente con un alga.

## Etimología
Etimológicamente, 'pseudomonas' significa 'falsa unidad', del griego pseudo, que significa 'falso', y monas del latín, que significa unidad simple. El nombre fue usado inicialmente en la historia de la microbiología como sinónimo de gérmenes. Aeruginosa , el nombre del latín para el cardenillo u "óxido de cobre", describe el pigmento azul verdoso bacteriano visto en los cultivos de laboratorio de P. aeruginosa. La biosíntesis de piocianina es regulada por mecanismos homeostáticos, como en una biopelícula asociada con la colonización de P. aeruginosa en los pulmones de los pacientes con fibrosis quística.

## Patogénesis

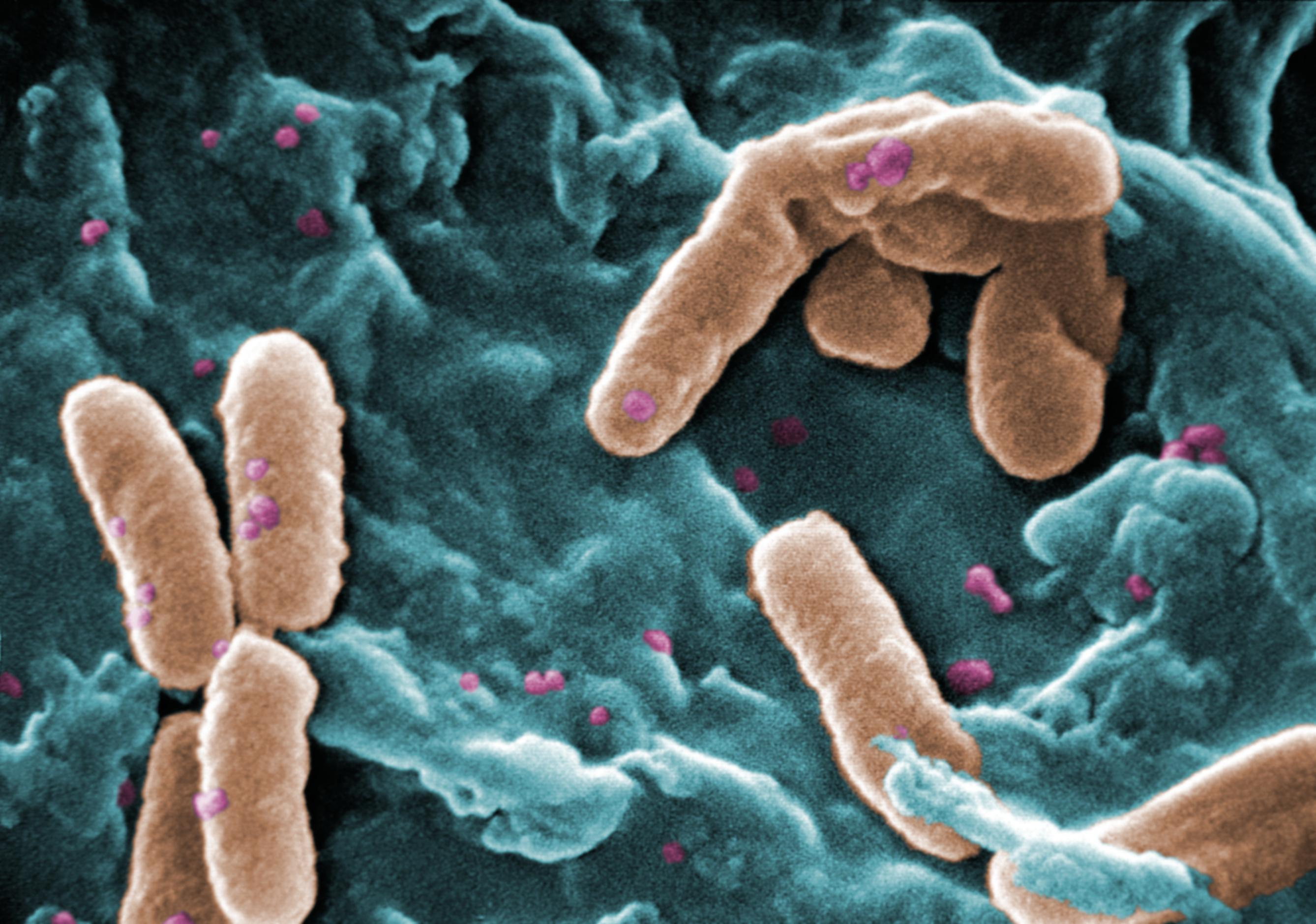
P. aeruginosa al microscopio de barrido.

Este patógeno oportunista de individuos inmunocomprometidos, P. aeruginosa infecta los pulmones y las vías respiratorias, las vías urinarias, los tejidos, (heridas), y también causa otras sepsis (infecciones generalizadas en el organismo). Pseudomonas puede causar neumonías a grupos, lo que en ocasiones precisa ayuda mecánica para superar dichas neumonías, siendo uno de los microorganismos más frecuentes aislados en muchos estudios. La piocianina es un factor de virulencia de la bacteria y se ha conocido que puede hasta causar muerte en C. elegans por estrés oxidativo. Sin embargo, la investigación indica que el ácido salicílico puede inhibir la producción de piocianina. La fibrosis quística está también predispuesta a la infección con P. aeruginosa de los pulmones. P. aeruginosa es el causante de dermatitis, causada por disminución del control de la calidad del agua de bebida. El más común causante de altas fiebres en infecciones es P. aeruginosa[cita requerida]. También ha estado involucrado en foliculitis de tinas de agua caliente, en especial aquellas sin un control higiénico continuo.
La P. aeruginosa es productora de la exotoxina A. En plantas induce síntomas de putrefacción de las raíces con Arabidopsis thaliana y Lactuca sativa (lechuga). Es un poderoso patógeno con Arabidopsis y con varias spp. animales: Caenorhabditis elegans, Drosophila y Galleria mellonella. Las asociaciones de factores de virulencia son los mismos para infecciones vegetales y animales.
Walker et al han demostrado en 2001 que en la colonización radicular, P. aeruginosa forma biofilmes que confieren resistencia contra los antibióticos secregados por las raíces. Las cepas patogénicas P. aeruginosa PAO1 y PA14 causa mortalidad de plantas tras siete días de la postinoculación en Arabidopsis y en Ocimum basilicum. P. aeruginosa forma biofilmes antes de la mortalidad alrededor de las raíces. Ya infectado, las raíces de Ocimum secretan ácido rosmarínico, un multifuncional éster del ácido cafeico que exhibe in vitro actividad antibacterial contra células planktónicas de ambas razas de P. aeruginosa con un mínimo de concentración inhibitoria de 3 µg mL-1.
Sin embargo, el ácido rosmarínico no produjo niveles de concentración mínimos inhibitorios en exudados de raíces de Ocimum, antes de P. aeruginosa que forma un biofilme que resiste los efectos microbiales del ácido rosmarínico, y al final causa mortalidad de plantas. La inducción de la secreción de ácido rosmarínico suplementando las raíces y con suplementación exógena de exudados de taíces de Arabidopsis con ácido rosmarínico antes de la infección, confiriendo resistencia a P. aeruginosa.
Bajo las últimas condiciones y con microscopía de escaneado láser confocal, grands aglomerados de P. aeruginosa muerta se han visto en la superficie radicular de Arabidopsis y no se observa formación de biofilme. Los estudios con mutantes quorum sensibles PAO210 (rhlI), PAO214 (lasI), y PAO216 (lasI rhlI) demostraron que todas las razas eran patogénicas a Arabidopsis, que naturalmente no secretan ácido rosmarínico como un exudado de raíces. Sin embargo, PAO214 fue la única raza patogénica que emitió exudado dulce, y biofilme de PAO214 pareció comparable con biofilmes formados en razas salvajes de P. aeruginosa.

## Tratamiento
P. aeruginosa se aísla con frecuencia de sitios no estériles como la boca y el esputo, entre otros, y en esas circunstancias suele representar una colonización, sin infección. El aislamiento de P. aeruginosa de especímenes no estériles debería interpretarse con cautela y el aviso del microbiólogo o el médico infectólogo deberían corroborarse antes del comienzo del tratamiento. A veces no es necesario tratar.
Cuando P. aeruginosa se aísla de sitios estériles (sangre, hueso, colecciones profundas) debe tomarse con mucha seriedad y en la mayor parte de los casos requiere tratamiento rápido.
P. aeruginosa es naturalmente resistente a una gran cantidad de diferentes familias de antibióticos. Es indispensable usarlos con una guía de tratamiento acorde con los resultados de antibiogramas (sensibilidad de la especie de P. aeruginosa a diferentes potentes antibióticos), más que a elegir determinado antibiótico empíricamente. Si se comienza con un antibiótico genérico empíricamente, hay que realizar lo adecuado para obtener cultivos y elegir el mejor de los resultados bioquímicos, revisando el elegido.
Los antibióticos que han mostrado actividad contra P. aeruginosa incluyen:
- aminoglicosidos (gentamicina, amikacina, tobramicina);
- quinolonas (ciprofloxacino, levofloxacino pero no moxifloxacino)
- cefalosporinas (ceftazidima, cefoperazona, cefepima, cefpiroma, pero no cefuroxima, ceftriaxona, cefotaxima)
- ureidopenicilinas (piperacilina, ticarcilina, carbenicilina: P. aeruginosa es intrínsecamente resistente a todas las otras penicilinas)
- carbapenem (meropenem, imipenem, y no ertapenem)
- polimixinas (polimixina B)
- monobactámicos (aztreonam)

Estos antibióticos deben aplicarse siempre por inyección, con la excepción de las fluoroquinolonas. Por esa razón, en algunos hospitales la fluoroquinolona está severamente restringida para evitar el desarrollo de cepas resistentes de P. aeruginosa.
El monitoreo terapéutico (TDM por sus siglas en inglés: Therapeutic Drug Monitoring) de los aminoglucósidos (p. ej., amikacina y gentamicina) puede ser una herramienta importante para individualizar, y así optimizar, los tratamientos farmacológicos. Sobre la base de la aplicación adecuada del TDM, y criterios farmacocinético clínicos apropiados, sería posible disminuir la probabilidad de aparición de eventos adversos y aumentar la probabilidad de obtener los efectos clínicos deseados.